# Västra Klagstorps kyrka
Västra Klagstorps kyrka är en kyrkobyggnad i Västra Klagstorp. Den är sedan 2014 församlingskyrka i Limhamns församling i Lunds stift.

## Kyrkobyggnaden
Innan den nuvarande kyrkan byggdes hade Västra Klagstorp en romansk kyrka från 1100-talet. Under 1880-talet revs denna, förutom dess trappgavelstorn som bevarades. Under samma årtionde byggdes den nya kyrkan av rött tegel med långhus och tresidigt kor. Denna kunde invigas 1885.
Två skulpterade lejon av kritsten från 1100-talet finns kvar från den gamla kyrkan.

## Inventarier
Altaruppsatsen och predikstolen ska ha snidats strax innan år 1600 av Daniel Tommisen. Av kyrkans romanska dopfunt finns bara cuppan kvar, dess fot är nyare. 

### Orgel
- 1750 byggdes en orgel av Henrik Rudolf Braune, Malmö med 5 stämmor.[1]
- 1853 byggde Sven Fogelberg, Lund en orgel med 10 stämmor.
- 1926 byggde A. Mårtenssons Orgelfabrik AB, Lund en orgel med 16 stämmor.
- Den nuvarande orgeln byggdes 1975 av A. Mårtenssons Orgelfabrik AB, Lund och är en mekanisk orgel.

| Huvudverk I   | Svällverk II      | Pedal            | Koppel |
| Principal 8´  | Rörflöjt 8´       | Subbas 16´       | I/P    |
| Gedackt 8'    | Salicional 8'     | Gedacktpommer 8´ | II/P   |
| Oktava 4'     | Koppelflöjt 4'    | Oktava 4´        | II/I   |
| Waldflöjt 2'  | Principal 2'      | Nachthorn 2'     |        |
| Mixtur 3 chor | Cymbel 2 chor     |                  |        |
|               | Krumhorn 8'       |                  |        |
|               | Tremulant         |                  |        |
|               | Crescendosvällare |                  |        |

## Galleri

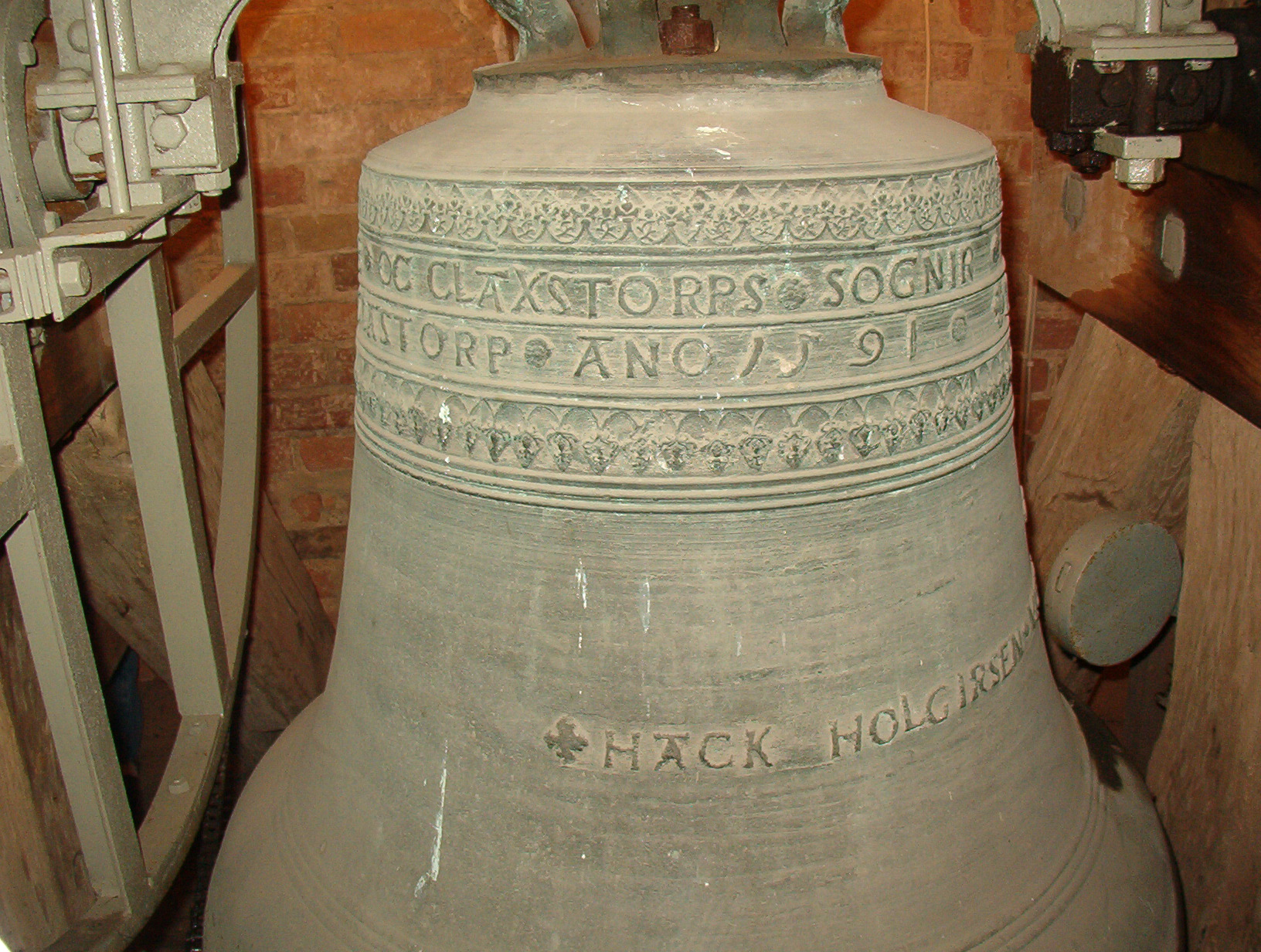
Kyrkklocka från 1591

### Fotnoter
1. ↑  Abrahamsson Hülpers, Abraham (1773) (på Svenska). Historisk Afhandling om Musik och Instrumenter särdeles om Orgwerks Inrättningen i Allmänhet jemte Kort Beskrifning öfwer Orgwerken i Swerige. Västerås: Johan Laurentius Horrn. sid. 292. Libris 2413220